# Francesco Bellavista Caltagirone
Francesco Bellavista Caltagirone, né le 18 février 1939, est un chef d'entreprise italien, ancien président du groupe Acqua Marcia, ancien actionnaire de Compagnie aérienne italienne (CAI) et ancien membre du Conseil d'administration de Alitalia.

## Biographie
Francesco Bellavista Caltagirone est né à Rome dans une famille sicilienne d'entrepreneurs en bâtiments qui ont commencé à construire depuis le XIXe siècle. Cette dynastie entrepreneuriale a été fondée par l’arrière grand-père de Francesco, Ignazio Caltagirone.
Après une brève période dans l’entreprise de famille, il a étudié économie à Rome à la faculté d'économie et de commerce.
En 1962, à l’âge de 23 ans, il a créé sa propre entreprise.
En 1970 il s’est marié avec sa première femme, Marina Palma, dont le père était le président de Squibb Italy, la première entreprise qui a introduit la pénicilline dans l’Italie de l’après-guerre. De cette union, il a eu quatre enfants : Maria-Letizia, Giulia, Ignazio et Gaetano. Le couple a divorcé  en 1986.
En 1992 Francesco Bellavista Caltagirone s'est remarié avec Rita Rovelli, fille de Nino Rovelli, fondateur et propriétaire de SIR-Rumianca. Ils ont eu trois enfants : Camillo, Tancredi et Carlotta. Francesco et Rita ont divorcé en 2006.

## Carrière
De 1962 à 1979, Francesco Bellavista Caltagirone a construit surtout en Italie, en devenant un des entrepreneurs en bâtiments les plus importants du pays. De 1980 à 1989 il a travaillé à l’étranger en développant ses affaires aux États-Unis, Canada, Venezuela et Brésil. En 1984 il a été un des fondateurs de ENGECO S.A.M (Entreprise générale de construction) à Monaco avec Stefano Casiraghi. Entre les années soixante et quatre-vingt-dix, il a été à la tête de 500 opérations immobilières environ.
En 1994 il a acquis la Società dell’Acqua Pia Antica Marcia, fondée en 1868 avec l’objectif de ramener à Rome Acqua Antica Marcia, un des plus longs aqueducs qui fournissaient la ville de Rome antique. La plus ancienne des entreprises immobilières italiennes a été réorganisée en créant plusieurs divisions, consacrées à des aspects différents de l’activité économique, de la construction de bâtiments aux ports, aéroports, et hôtels. Sous la direction de Francesco Bellavista Caltagirone, la compagnie a géré 1000 développements immobiliers dans toute l'Italie.
Acqua Marcia turismo s’occupe de restaurer des palais historiques en les transformant en hôtels de luxe. Entre ces projets, les plus fameux sont ceux réalisés en Sicile (Grand Hotel Excelsiors à Catane, Grand Hotel Villa Igiea à Palerme, Excelsior Palace et le Grand Hotel des Étrangers & Miramar à Syracuse) et à Venise (Hilton Molino Stucky).
Dans le secteur aéroportuaire, le groupe travaille grâce ses filiales ATA Handling et Ali Trasporti Aerei en fournissant services de handling commercial et en gérant l’aéroport privé de Milano Linate.
Francesco Bellavista Caltagirone a été actionnaire de CAI (Compagnie aérienne italienne), la société de l’ancienne compagnie aérienne nationale italienne Alitalia, et il a fait partie du conseil d’administration de 2009 à 2012.
Il a été membre du comité exécutif de l'Institut Aspen, « centre international d’échanges et de réflexion pour décideurs, experts et leaders français et étrangers de toutes générations, appartenant à des univers culturels et professionnels diversifiés ».
Il a été membre du conseil d’administration de Banca Popolare di Roma.[réf. nécessaire]
Il est membre de la fondation Prince Albert II de Monaco, créée en 2006 pour la protection de l’environnement.[réf. nécessaire]

## Distinctions et décorations
En 2007 il a été reçu par l'ISIDA (Istituto superiore per imprenditori e dirigenti d’Azienda de Palerme) et Banco di Sicilia un Master Honoris causa en management pour avoir renouvelé le style et la culture des hôtels siciliens.
En 2008 il a reçu par la Croix-Rouge italienne la médaille d’or au mérite, pour avoir fait fréquents et considérables donations.
En 2009 l’Université de Catane a accordé un doctorat honoris causa à Francesco Bellavista Caltagirone pour son activité dans le camp de la Gestion et direction de l’administration publique et du business ».
En 2005 il a reçu le prix «Pigna d’Argento» pour avoir contribué à la promotion de l’image de la Sicile dans le monde. 
Il a reçu les honneurs de la Maison royale de Savoie.